# Le Film dont vous êtes le héros
 (octobre 2021).
Si vous disposez d'ouvrages ou d'articles de référence ou si vous connaissez des sites web de qualité traitant du thème abordé ici, merci de compléter l'article en donnant les références utiles à sa vérifiabilité et en les liant à la section « Notes et références ».
Pour plus de détails, voir Fiche technique et Distribution.
Le Film dont vous êtes le héros est un court métrage français réalisé par Stéphane Secq en 2004.

## Synopsis
Un héros de cinéma se révolte en cours de film contre un scénario qui le prive de la femme qu'il aime.
L'amour triomphera-t-il du cinéma ?

## Fiche technique
- Titre : Le Film dont vous êtes le héros
- Réalisation : Stéphane Secq
- Scénario : Hervé Lemarquis et Stéphane Secq
- Production : Stéphane Secq et Frédéric Saurel
- Musique : Hervé Postic
- Photographie : Marie Sorribas
- Montage : Fred Noël
- Pays d'origine :  France
- Format : couleur (Technicolor) - 2,35:1 - Dolby Surround - 35 mm
- Genre : comédie
- Durée : 15 minutes (0h15)
- Date de sortie :  France : 2004

## Distribution
- Stéphane Derossis : le héros
- Frédéric Saurel : le réceptionniste
- Bô Gaultier de Kermoal : le Chinois
- Tonio Descanvelle : le trafiquant
- Vanille Attié : la femme du héros

## Distinctions
- Prix d'interprétation masculin pour Frédéric Saurel et Mention spéciale du Jury au festival de Palavas-les-Flots en 2004, présidé par Claude Zidi
- Prix du Jury au festival de court métrage de Parthenay (Festimages) en 2004
- Prix du Public au festival "Tel est ton ciné" organisé en partenariat avec le téléthon en 2004
- Mention spéciale du Jury au Festival der nationen de Berlin en 2005
- Prix du Public au festival des prix du public de Marseille, mettant en compétition les films ayant reçu un prix du public en 2005